# Joyce Green
Joyce Olivia Green (* 2. März 1940 in Bradford, Arkansas) ist eine US-amerikanische Rockabilly-Musikerin aus Arkansas. In Europa wurde sie vor allem durch ihren Song Black Cadillac bekannt.

## Leben

### Kindheit und Jugend
Joyce Greens Eltern Eva (Phillips) und Glenn Green hatten noch eine Tochter Doris sowie drei Söhne – Dalon, Philip und Glenn Jr. Letzterer spielte Trompete und auch ein wenig Gitarre. Green lernte von ihrem Bruder im Alter von neun Jahren, Gitarre zu spielen. Allgemein war die Familie sehr musikalisch. Green trat mit ihren Geschwistern schon früh in der Kirche auf und gründete ein Trio mit zwei ihrer Geschwister. Sie nahm an verschiedenen Talentwettbewerben teil, die sie oftmals gewann.

### Karriere
Ihren ersten professionellen Auftritt hatte Green 1957 in Searcy, Arkansas, im Radio. Der regionale Musiker Jimmy Douglas begleitete sie auf diesem Auftritt und kurz danach taten sich Green, Douglas und Greens Bruder Glenn zusammen. Zu dieser Zeit war sie die einzige weibliche Rockabilly-Künstlerin in Arkansas.
1958 wurde sie von Leon Gambill für dessen Oasis Club engagiert und begann eine Tournee durch den Nordosten Arkansas’. Ein Jahr später wurde sie im Cotton Club in Trumann, Arkansas, mit Arlen Vaden bekannt gemacht, der sie unter Vertrag nahm und für sie eine Aufnahme-Session im Radiostudio KLCN (Blytheville) arrangierte. Zusammen mit ihrer Schwester Doris schrieb sie Black Cadillac, deren Vorlage Buddy Moss’ Blues Going to Your Funeral In a V-8 Ford war – Green übernahm viele der Textpassagen wortwörtlich. Neben Black Cadillac wurde noch die von Philips Green geschriebene Pop-Ballade Tomorrow eingespielt. Die Besetzung bestand aus Green (Gesang/Gitarre), Tommy Holder (E-Gitarre), Scotty Kuykendall (Bass), Teddy Redell (Klavier) und Harvey Farley (Schlagzeug).
Die Platte erschien im März 1959 auf Arlen Vadens Label Vaden Records und Green startete in der Folgezeit zusammen mit Larry Donn, ebenfalls bei Vaden unter Vertrag, und Carl Perkins eine Tournee, um ihre Single zu vermarkten. Jedoch verkaufte sich die Platte nicht gut und verfehlte sämtliche Charts. Erst Jahre später, im Zuge des Rockabilly-Revivals, wurde der Song Black Cadillac aufgrund seines aggressiven Sounds in der europäischen Rockabilly-Szene zu einem Klassiker.
Danach spielte Green keine weiteren Platten mehr ein. In den 1970er-Jahren nahm sie mit ihrem Bruder Glenn noch ein paar Songs auf, die Bänder wurden aber bei einem Feuer zerstört. Mitte der 1970er-Jahre gab sie die Musik auf. Joyce Green lebt heute zusammen mit ihrem Mann James in ihrem Heimatort Bradford, Arkansas. In jüngster Vergangenheit veröffentlichte Collector Records auf der Jubiläums-CD 41 Years Collector Records (40 Was Not Enough) eine (vermeintliche) alternative Version von Black Cadillac, die weder von Rockin‘ Country Style gelistet wird noch hörbare Unterschiede zur veröffentlichten Version aufweist.

## Diskografie
| Jahr | Titel                     | Label #      |
| ---- | ------------------------- | ------------ |
| 1959 | Tomorrow / Black Cadillac | Vaden 45-112 |